# Bor (Szerbia)
Bor (szerb nyelven, cirill írással Бор) város és község (járás) Közép-Szerbiában. Ércbányájáról híres, főleg rezet bányásznak.

## A község (járás) települései
- Bor
- Brestovac
- Bučje
- Gornjane
- Donja Bela Reka
- Zlot
- Krivelj
- Luka
- Metovnica
- Oštrelj
- Slatina
- Tanda
- Topla
- Šarbanovac

## Neve
Neve szerbül répafenyőt jelent.

## Fekvése
Szerbia keleti részén található, a Szerb-érchegység keleti szélén, a szerb-román-bolgár hármashatár közelében.

## Történelem
Radnóti Miklós itt volt munkaszolgálatos fogoly 1944-ben, mielőtt elhurcolták volna végzetes útjára. Bornál kétfajta tábor létezett: a központi volt a „Berlin”, közvetlenül Bor község mellett, itt munkaszolgálatosok feladata a bányaművelés volt. Ezen kívül működött még mintegy 10 altábor, ezek Bortól északra egymástól öt kilométerenként sorakoztak. Az ott lakók vasutat építettek, a németek ugyanis a kibányászott rezet a dunai hajóút helyett a hegyeken át, vasúton szerették volna Belgrádba szállítani. A szerb területen még hadműveletek zajlottak, amikor partizánok fölszabadítottak mintegy háromezer táborlakót. Zsagubica fölötti Laznica falun át Majdanpek és Szörényvár (Turnu Severin) útvonalon menekültek, sokan beálltak partizánnak, és voltak akik Arad és Temesvár felé mentek tovább.

## Népesség
- 1948-ban 11 103 lakosa volt.
- 1953-ban 14 533 lakosa volt.
- 1961-ben 18 816 lakosa volt.
- 1971-ben 29 416 lakosa volt.
- 1981-ben 35 591 lakosa volt.
- 1991-ben 40 668 lakosa volt.

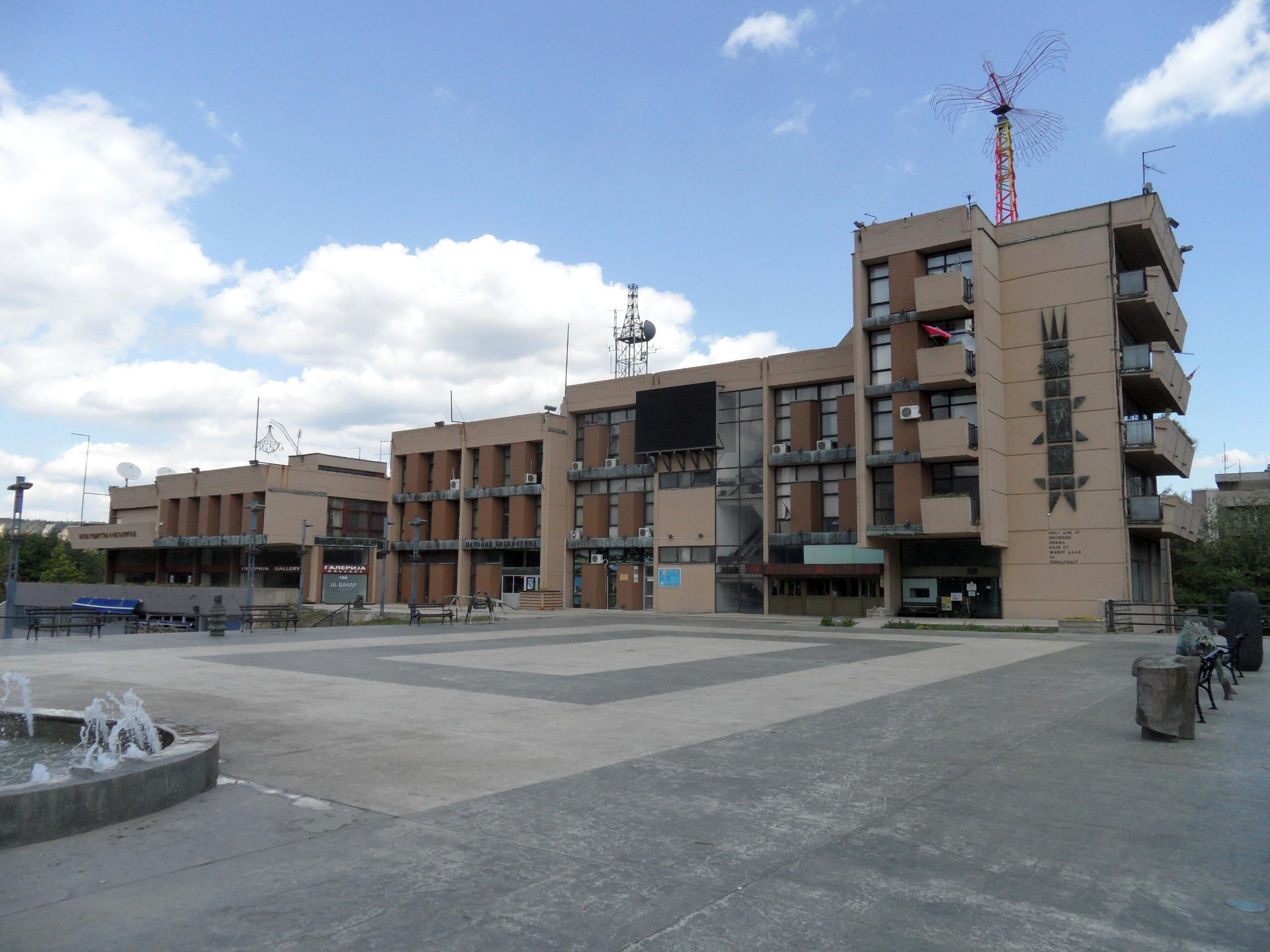
Kultúrház

- 2002-ben 39 387 lakosa volt, melyből 32 785 fő szerb (83,23%), 2352 vlach (5,97%), 1216 cigány (3,08%), 507 macedón, 251 jugoszláv, 192 montenegrói, 105 albán, 86 horvát, 62 bolgár, 51 szlovén, 47 román, 37 muzulmán, 24 magyar (0,06%), 23 német, 16 bosnyák, 15 orosz, 3 gorai, 3 szlovák, 2 cseh, 2 ukrán, 1 ruszin, 430 ismeretlen, a többi egyéb nemzetiségű és a nemzeti hovatartozásról nem nyilatkozó személy.

## Ipar
Borban működik egy rézbánya, amelyet még a szocialista Jugoszláviában építettek ki nagy bányaipari és kohászati kombináttá. Azóta a réz világpiaci ára esett, a technológia elavult, az üzem lassan hanyatlik, folyamatban van a privatizációja (2009 május).